# هایلندز، بیوود پارک، کالیفرنیا
هایلندز (به انگلیسی: Highlands-Baywood Park) یک منطقهٔ مسکونی در ایالات متحده آمریکا است که در شهرستان سن ماتئو، کالیفرنیا واقع شده‌است. هایلندز ۴٫۶۸۱ کیلومتر مربع مساحت و ۴٬۰۲۷ نفر جمعیت دارد.